# Koghbavan
Koghbavan (en arménien Կողբավան) est une communauté rurale du marz d'Armavir, en Arménie. Elle compte 115 habitants en 2009.